# Wilfried Rott
Wilfried Rott (* 20. September 1943 in Wien; † 20. Oktober 2011 in Berlin) war ein Fernsehmoderator und Kulturjournalist.

## Leben
Rott, geboren 1943 in Wien, studierte ab 1961 an der Universität Wien Germanistik und Geschichte und promovierte im November 1968 zum Dr. phil. Er war von 1977 bis 2008 für den Sender Freies Berlin bzw. den rbb tätig. Zuletzt war Rott, der unter anderem die Sendungen „Ticket“ und „Berliner Ansichten“ moderierte, dort als Abteilungsleiter „Kultur aktuell“ beschäftigt. Er hatte seit 1999 einen Lehrauftrag an der Berliner Hochschule für Musik „Hanns Eisler“. Auch arbeitete er als Autor für die FAZ und die Welt, für die er jeweils Kolumnen verfasste. Überdies schrieb er Bücher. Zu seinen Werken zählen Die Insel: Eine Geschichte West-Berlins 1948–1990 aus dem Jahr 2009 und das 2005 erschienene Sachs: Unternehmer, Playboys, Millionäre. Eine Geschichte von Vätern und Söhnen. Wilfried Rott ist der Bruder des österreichischen Schauspielers Klaus Rott (* 1941).
Rott starb am 20. Oktober 2011 im Alter von 68 Jahren.

## Bücher
- Ticket-Berlin: der Kultur-Verführer für Anfänger und Fortgeschrittene, FAB Verlag 1994
- Das süße Leben der Playboys: Geschichte einer Kultfigur, FAB Verlag 1998
- Prof. Rott geht durch die Stadt: Menschen und Orte im neuen Berlin, Quadriga Verlag 2001
- Sachs: Unternehmer, Playboys, Millionäre, Karl Blessing Verlag 2005
- Die Insel: eine Geschichte West-Berlins 1948-1990, C.H.Beck 2009